# Fortifications de Dun-sur-Auron
Ne doit pas être confondu avec Château de Dun-sur-Auron, Hôtel particulier de Dun-sur-Auron ou Dun-sur-Auron.
Les fortifications de Dun-sur-Auron est un ensemble de défense monumental localisé sur la commune éponyme de Dun-sur-Auron, dans le département français du Cher, en région Centre-Val de Loire.
Les fortifications de Dun-sur-Auron sont inscrites sur la liste des monuments historiques français depuis le 20 décembre 1988.

## Toponymie
À l'époque de son assise, la cité médiévale de Dun est connue sous le nom de « Duno », terme mentionné en 1095. Ce toponyme est postérieur à l'autre dénomination de la ville de Dun, celle de « Dunesi », un terme attesté au Haut Moyen Âge (période carolingienne, 880. Ces deux toponymes prennent racine dans le mot de gallo-romaine, Dunum, lequel, d'après certains spécialistes en linguistique tel qu'Ernest Nègre, fait référence à la notion d'« enceinte fortifiée ».

## Histoire
Initialement, au cours des XIe  et  XIIe siècle, la première vocation de la cité de Dun-sur-Auron est de faire office de bastion avancé au territoire royal de France. La ville dunoise est rattachée aux terres capétiennes à partir de 1101,. Celle-ci est alors pourvue d'un mur d'enceinte. Ultérieurement, ces structures défensives font l'objet d'un doublement, puis d'un triplement.
Au XIe  et  XIIe siècle, la cité de Dun-sur-Auron se manifeste sous la forme d'un bastion avancé du territoire royal de France. Au terme du XIe  et début du  XIIe siècle, la petite agglomération secondaire berrichonne fait dès lors partie intégrante du territoire capétien,. Celle-ci est alors pourvue d'un mur d'enceinte.
Entre 1202 et 1203, les fortifications du château sont entièrement remaniées sous l'impulsion de Philippe Auguste. L'enceinte est alors adjointe de courtines, de tours latérales et d'un donjon.

## Description et architecture
Les structures maçonnées de l'enceinte dunoise se manifestent sous forme ovale pour les unes et carrée pour les autres. Ces murs sont doublés d'un second dispositif défensif qui se présente sous l'aspect d'un fossé. L'ensemble de ces fortifications enserre une motte castrale.
Par ailleurs, cette muraille est constituée d'une imposante tour circulaire, actuellement à l'état de ruines et dénommée la « grosse tour ». Elle est également munie de trois tours fortifiées respectivement connues sous les noms de « tour de la Meusnerye », « tour du Bergier » et « tour Colin ».
D'autre part, l'ensemble fortifié de Dun-sur-Auron, également connu sous le nom de « La Grande Cour », est aussi composée de courtines qui permettent de raccorder la « grosse tour » à la « tour Colin ». Ces fortifications sont également dotées de structures maçonnées en appareillage, ainsi que de toitures qui recouvrent de l'ancien poste de sentinelles. Ces éléments sont actuellement visibles. Ils ont par ailleurs conservé leur intégrité architecturale.
Enfin, lors d'un programme de investigations préventives réalisées à la fin des années 1950, la « mission Buzançais », cette construction monumentale à destination défensive a fait l'objet d'une mise en perspective, sous la forme d'un plan au sol permettant de restituer son aspect d'origine.

Les trois tours de guet et les murs d'enceinte
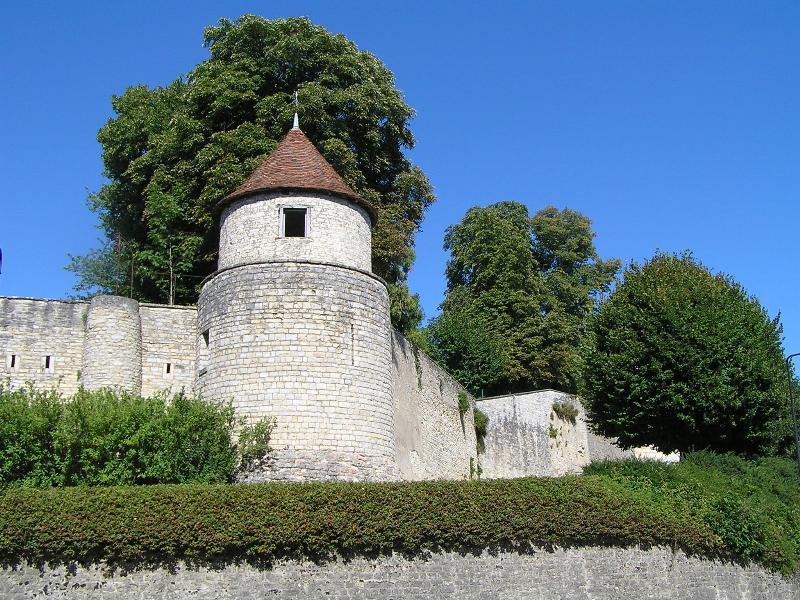
Fortifications de Dun-sur-Auron. Ici : la « tour de la Meusnerye ».
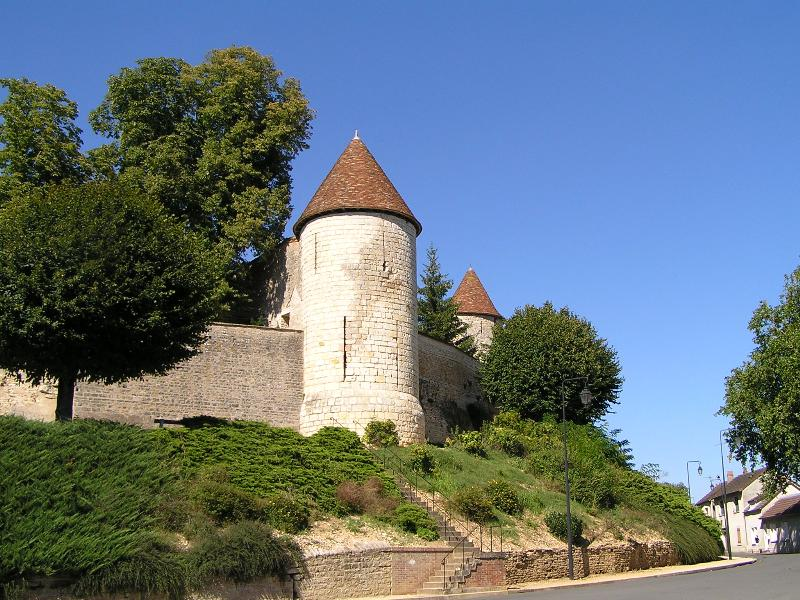
Ici les « tours du Bergier » et « Colin ».